# Општина Гергешти (Васлуј)
Гергешти (рум. Ghergheşti) општина је у Румунији у округу Васлуј.
Oпштина се налази на надморској висини од 195 m.